# Zacharias Halling
Zacharias Halling, född 1659 i Jönköping, död 18 februari 1709 i Stockholm, var en svensk köksmästare.

## Biografi

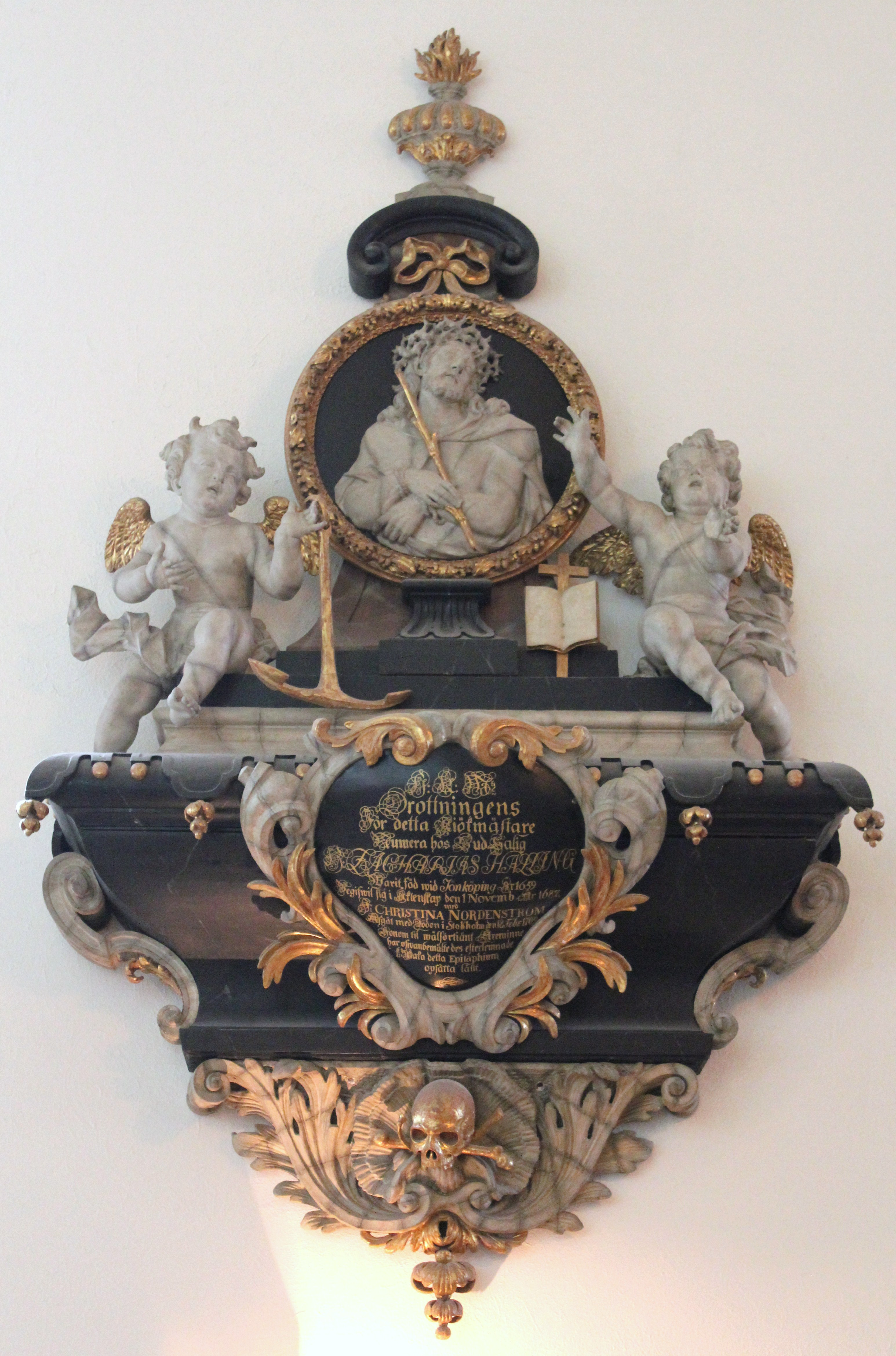
Epitafium i Kungsholms kyrka efter Halling.

Zacharias Halling föddes 1659 i Jönköping. Han kom att arbeta som köksmästare åt drottningen. Halling avled 1709 i Stockholm. Hustrun satte upp ett epitafium i Kungsholms kyrka efter honom som var tillverkad av Caspar Schröder.

### Familj
Halling gifte sig 1 november 1687 med Christina Nordenström.